# Nurlan Novruzov
Nurlan Novruzov (Baku, 3 marzo 1993) è un calciatore azero, attaccante del Qaradağ.

## Carriera

### Club
Ha giocato nella massima serie dei campionati azero, moldavo ed estone.

### Nazionale
Ha giocato nelle nazionali giovanili azere Under-19 ed Under-21.

## Palmarès

### Club

#### Competizioni nazionali
- Coppa d'Azerbaigian: 1

Baku: 2011-2012

### Individuale
- Capocannoniere della Premyer Liqası: 1

2014-2015 (15 gol)